# Novenário de Nossa Senhora da Glória
O Novenário de Nossa Senhora da Glória é uma manifestação religiosa da cidade de Cruzeiro do Sul, estado do Acre. Considerada a maior e mais antiga festividade católica continuamente celebrada em território acriano, e a segunda maior de toda a Região Norte do Brasil, o novenário festeja Maria, mãe de Jesus, sob o título de Nossa Senhora da Glória, padroeira da cidade. A celebração inicia-se nove dias antes de 15 de agosto (data em que a Igreja Católica celebra a Assunção de Maria), com uma caminhada que parte da cidade de Rodrigues Alves até a Catedral de Cruzeiro do Sul. As festividades prosseguem com a reza diária do rosário, caminhadas penitenciais e missas, estendendo-se até o dia 15, quando ocorre a grande procissão luminosa.
Ápice das comemorações, a procissão de Nossa Senhora da Glória, seguida de missa festiva, reúne costumeiramente dezena de milhares de fiéis, e é marcada pelo pagamento de promessas e manifestações espontâneas de fé. Fato curioso, e não comumente verificado em procissões do gênero, é o fato de as ruas pelas quais o cortejo passará serem enfeitadas de velas pelos fiéis, adicionando enorme beleza cênica à festividade. 
A edição de 2023 do Novenário foi a 105ª, tendo reunido mais de 50 mil pessoas durante a procissão da festa.